# Coupe d'Europe de rugby à XV 1997-1998
Navigation
H-Cup 1996-1997 H-Cup 1998-1999
La Coupe d'Europe de rugby 1997-1998 réunit vingt équipes irlandaises, italiennes, écossaises, galloises, anglaises et françaises. Les formations s'affrontent dans une première phase de poules, puis par élimination directe à partir des quarts de finale.
Contrairement à la précédente édition, les équipes sont réparties en cinq poules pour la première phase. L'introduction des matches aller-retour permet à chaque équipe de jouer un minimum de six matches dans cette compétition (trois à domicile et trois à l'extérieur). En matches de poules, une équipe obtient deux points pour une victoire, un point pour un nul et rien en cas de défaite. À la fin de cette première phase, les équipes en tête de leur poule sont directement qualifiées pour les quarts de finale. Les deuxièmes et la meilleure troisième s'affrontent en matches de barrage pour l'attribution des trois places restantes en quart. En cas d'égalité, c'est le point average qui départage les équipes.
La France domine largement la compétition puisqu'elle place trois équipes en demi-finale et les Anglais de Bath se retrouvent seuls. Cependant le résultat final déjoue les lois statistiques puisque l'équipe de Bath apporte à l'Angleterre son premier trophée européen face au tenant du titre, le CA Brive, lors d'une finale très serrée au Parc Lescure de Bordeaux le 31 janvier 1998.

## Première phase

### Notations
Signification des abréviations :
| - Pts : points de classement - J : matches joués - V : victoires - N : matches nuls - D : défaites | - EM : essais marqués - EE : essais encaissés - PM : points marqués - PE : points encaissés - DP : différence de points |

### Poule A
| Équipe              | Pays       |
| ------------------- | ---------- |
| Leicester Tigers    | Angleterre |
| Stade toulousain    | France     |
| Leinster            | Irlande    |
| Amatori Rugby Milan | Italie     |

| Équipe              | Pts | J | V | N | D | EM | EE | PM  | PE  | Δ   |
| ------------------- | --- | - | - | - | - | -- | -- | --- | --- | --- |
| Stade toulousain    | 10  | 6 | 5 | 0 | 1 | 25 | 12 | 200 | 121 | +79 |
| Leicester Tigers    | 8   | 6 | 4 | 0 | 2 | 16 | 14 | 163 | 117 | +46 |
| Leinster            | 4   | 6 | 2 | 0 | 4 | 15 | 19 | 137 | 167 | -30 |
| Amatori Rugby Milan | 2   | 6 | 1 | 0 | 5 | 15 | 26 | 111 | 206 | -95 |

| Date         | Lieu                            | Équipe              | Score | Adversaire          |
| ------------ | ------------------------------- | ------------------- | ----- | ------------------- |
| 6 septembre  | Donnybrook Rugby Ground, Dublin | Leinster            | 25-34 | Stade toulousain    |
| 7 septembre  | Welford Road, Leicester         | Leicester Tigers    | 26-10 | Amatori Rugby Milan |
| 12 septembre | Donnybrook Rugby Ground, Dublin | Leinster            | 16–9  | Leicester Tigers    |
| 13 septembre | Stadio Comunale Giuriati, Milan | Amatori Rugby Milan | 14-19 | Stade toulousain    |
| 20 septembre | Stadio Comunale Giuriati, Milan | Amatori Rugby Milan | 33-32 | Leinster            |
| 20 septembre | Ernest-Wallon, Toulouse         | Stade toulousain    | 17-22 | Leicester Tigers    |
| 27 septembre | Welford Road, Leicester         | Leicester Tigers    | 47-22 | Leinster            |
| 27 septembre | Ernest-Wallon, Toulouse         | Stade toulousain    | 69-19 | Amatori Rugby Milan |
| 4 octobre    | Welford Road, Leicester         | Leicester Tigers    | 22-23 | Stade toulousain    |
| 4 octobre    | Donnybrook Rugby Ground, Dublin | Leinster            | 23-6  | Amatori Rugby Milan |
| 11 octobre   | Ernest-Wallon, Toulouse         | Stade toulousain    | 38-19 | Leinster            |
| 12 octobre   | Stadio Comunale Giuriati, Milan | Amatori Rugby Milan | 29-37 | Leicester Tigers    |

### Poule B
| Équipe        | Pays           |
| ------------- | -------------- |
| Wasps RFC     | Angleterre     |
| Swansea RFC   | Pays de Galles |
| Ulster        | Irlande        |
| Glasgow Rugby | Écosse         |

| Équipe        | Pts | J | V | N | D | EM | EE | PM  | PE  | Δ    |
| ------------- | --- | - | - | - | - | -- | -- | --- | --- | ---- |
| Wasps RFC     | 12  | 6 | 6 | 0 | 0 | 31 | 12 | 243 | 104 | +139 |
| Glasgow Rugby | 6   | 6 | 3 | 0 | 3 | 14 | 15 | 132 | 167 | -35  |
| Swansea RFC   | 4   | 6 | 2 | 0 | 4 | 15 | 16 | 157 | 161 | -4   |
| Ulster        | 2   | 6 | 1 | 0 | 5 | 6  | 23 | 95  | 195 | -100 |

| Date         | Lieu                       | Équipe        | Score | Adversaire    |
| ------------ | -------------------------- | ------------- | ----- | ------------- |
| 7 septembre  | St Helens, Swansea         | Swansea RFC   | 25-31 | Wasps RFC     |
| 8 septembre  | Ravenhill, Belfast         | Ulster        | 12-18 | Glasgow Rugby |
| 13 septembre | St Helens, Swansea         | Swansea RFC   | 33-16 | Ulster        |
| 14 septembre | Scotstoun Stadium, Glasgow | Glasgow Rugby | 22-46 | Wasps RFC     |
| 21 septembre | Scotstoun Stadium, Glasgow | Glasgow Rugby | 35-21 | Swansea RFC   |
| 21 septembre | Loftus Road, Londres       | Wasps RFC     | 56-3  | Ulster        |
| 27 septembre | Ravenhill, Belfast         | Ulster        | 28-20 | Swansea RFC   |
| 28 septembre | Loftus Road, Londres       | Wasps RFC     | 43-5  | Glasgow Rugby |
| 3 octobre    | Ravenhill, Belfast         | Ulster        | 21-38 | Wasps RFC     |
| 4 octobre    | St Helens, Swansea         | Swansea RFC   | 30-22 | Glasgow Rugby |
| 12 octobre   | Scotstoun Stadium, Glasgow | Glasgow Rugby | 30-15 | Ulster        |
| 12 octobre   | Loftus Road, Londres       | Wasps RFC     | 29-28 | Swansea RFC   |

### Poule C
| Équipe         | Pays           |
| -------------- | -------------- |
| Bath Rugby     | Angleterre     |
| CA Brive       | France         |
| Pontypridd RFC | Pays de Galles |
| Border Reivers | Écosse         |

| Équipe         | Pts | J | V | N | D | EM | EE | PM  | PE  | Δ   |
| -------------- | --- | - | - | - | - | -- | -- | --- | --- | --- |
| Bath Rugby     | 10  | 6 | 5 | 0 | 1 | 12 | 12 | 141 | 119 | +22 |
| CA Brive       | 9   | 6 | 4 | 1 | 1 | 24 | 13 | 210 | 146 | +64 |
| Pontypridd RFC | 5   | 6 | 2 | 1 | 3 | 17 | 13 | 154 | 147 | +7  |
| Border Reivers | 0   | 6 | 0 | 0 | 6 | 14 | 29 | 129 | 222 | -93 |

| Date         | Lieu                    | Équipe         | Score | Adversaire     |
| ------------ | ----------------------- | -------------- | ----- | -------------- |
| 7 septembre  | Amédée-Domenech, Brive  | CA Brive       | 56-18 | Border Reivers |
| 7 septembre  | Sardis Road, Pontypridd | Pontypridd RFC | 15-21 | Bath Rugby     |
| 14 septembre | Mansfield Park, Hawick  | Border Reivers | 17-31 | Bath Rugby     |
| 14 septembre | Amédée-Domenech, Brive  | CA Brive       | 32-31 | Pontypridd RFC |
| 20 septembre | Recreation Ground, Bath | Bath Rugby     | 27-25 | CA Brive       |
| 20 septembre | Poynder Park, Kelso     | Border Reivers | 16-23 | Pontypridd RFC |
| 27 septembre | Sardis Road, Pontypridd | Pontypridd RFC | 29-29 | CA Brive       |
| 27 septembre | Recreation Ground, Bath | Bath Rugby     | 27-23 | Border Reivers |
| 4 octobre    | Sardis Road, Pontypridd | Pontypridd RFC | 46-26 | Border Reivers |
| 5 octobre    | Amédée-Domenech, Brive  | CA Brive       | 29-12 | Bath Rugby     |
| 11 octobre   | Recreation Ground, Bath | Bath Rugby     | 23-10 | Pontypridd RFC |
| 12 octobre   | Netherdale, Galashiels  | Border Reivers | 29-39 | CA Brive       |

### Poule D
| Équipe              | Pays           |
| ------------------- | -------------- |
| Harlequins          | Angleterre     |
| CS Bourgoin-Jallieu | France         |
| Cardiff RFC         | Pays de Galles |
| Munster             | Irlande        |

| Équipe              | Pts | J | V | N | D | EM | EE | PM  | PE  | Δ   |
| ------------------- | --- | - | - | - | - | -- | -- | --- | --- | --- |
| Harlequins          | 8   | 6 | 4 | 0 | 2 | 21 | 12 | 198 | 141 | +57 |
| Cardiff RFC         | 8   | 6 | 4 | 0 | 2 | 17 | 15 | 184 | 146 | +38 |
| Munster             | 4   | 6 | 2 | 0 | 4 | 14 | 21 | 141 | 180 | -39 |
| CS Bourgoin-Jallieu | 4   | 6 | 2 | 0 | 4 | 7  | 11 | 93  | 149 | -56 |

| Date         | Lieu                           | Équipe              | Score | Adversaire          |
| ------------ | ------------------------------ | ------------------- | ----- | ------------------- |
| 5 septembre  | Pierre-Rajon, Bourgoin-Jallieu | CS Bourgoin-Jallieu | 26-25 | Cardiff RFC         |
| 7 septembre  | Twickenham Stoop, Londres      | Harlequins          | 48-40 | Munster             |
| 13 septembre | Twickenham Stoop, Londres      | Harlequins          | 45–7  | CS Bourgoin-Jallieu |
| 13 septembre | Arms Park, Cardiff             | Cardiff RFC         | 43-23 | Munster             |
| 20 septembre | Thomond Park, Limerick         | Munster             | 17-15 | CS Bourgoin-Jallieu |
| 21 septembre | Arms Park, Cardiff             | Cardiff RFC         | 21-28 | Harlequins          |
| 27 septembre | Musgrave Park, Cork            | Munster             | 32-37 | Cardiff RFC         |
| 27 septembre | Pierre-Rajon, Bourgoin-Jallieu | CS Bourgoin-Jallieu | 18-30 | Harlequins          |
| 4 octobre    | Pierre-Rajon, Bourgoin-Jallieu | CS Bourgoin-Jallieu | 21-6  | Munster             |
| 4 octobre    | Twickenham Stoop, Londres      | Harlequins          | 31-32 | Cardiff RFC         |
| 12 octobre   | Arms Park, Cardiff             | Cardiff RFC         | 26-6  | CS Bourgoin-Jallieu |
| 12 octobre   | Musgrave Park, Cork            | Munster             | 23-16 | Harlequins          |

### Poule E
| Équipe           | Pays           |
| ---------------- | -------------- |
| Section paloise  | France         |
| Llanelli RFC     | Pays de Galles |
| Caledonia Reds   | Écosse         |
| Benetton Trévise | Italie         |

| Équipe           | Pts | J | V | N | D | EM | EE | PM  | PE  | Δ    |
| ---------------- | --- | - | - | - | - | -- | -- | --- | --- | ---- |
| Section paloise  | 8   | 6 | 4 | 0 | 2 | 27 | 8  | 203 | 89  | +114 |
| Llanelli RFC     | 8   | 6 | 4 | 0 | 2 | 15 | 18 | 144 | 142 | +2   |
| Benetton Trévise | 4   | 6 | 2 | 0 | 4 | 18 | 19 | 146 | 162 | -16  |
| Caledonia Reds   | 4   | 6 | 2 | 0 | 4 | 8  | 23 | 89  | 189 | -100 |

| Date         | Lieu                   | Équipe           | Score | Adversaire       |
| ------------ | ---------------------- | ---------------- | ----- | ---------------- |
| 6 septembre  | Di Monigo, Trévise     | Benetton Trévise | 18-19 | Section paloise  |
| 8 septembre  | McDiarmid Park, Perth  | Caledonia Reds   | 18-23 | Llanelli RFC     |
| 13 septembre | Stade du Hameau, Pau   | Section paloise  | 44-12 | Llanelli RFC     |
| 14 septembre | McDiarmid Park, Perth  | Caledonia Reds   | 17–9  | Benetton Trévise |
| 20 septembre | Stradey Park, Llanelli | Llanelli RFC     | 39-18 | Benetton Trévise |
| 20 septembre | Stade du Hameau, Pau   | Section paloise  | 50-8  | Caledonia Reds   |
| 27 septembre | Di Monigo, Trévise     | Benetton Trévise | 52-6  | Caledonia Reds   |
| 28 septembre | Stradey Park, Llanelli | Llanelli RFC     | 14-10 | Section paloise  |
| 4 octobre    | Di Monigo, Trévise     | Benetton Trévise | 42-25 | Llanelli RFC     |
| 5 octobre    | McDiarmid Park, Perth  | Caledonia Reds   | 30-24 | Section paloise  |
| 11 octobre   | Stradey Park, Llanelli | Llanelli RFC     | 31-10 | Caledonia Reds   |
| 11 octobre   | Stade du Hameau, Pau   | Section paloise  | 56-7  | Benetton Trévise |

## Phase éliminatoire

### Barrages
| Date         | Stade                   | Équipe           | Score | Adversaire     |
| ------------ | ----------------------- | ---------------- | ----- | -------------- |
| 1er novembre | Welford Road, Leicester | Leicester Tigers | 90-19 | Glasgow Rugby  |
| 1er novembre | Amédée-Domenech, Brive  | CA Brive         | 25-20 | Pontypridd RFC |
| 1er novembre | Arms Park, Cardiff      | Cardiff RFC      | 24-20 | Llanelli RFC   |

### Quarts de finale
| Date       | Stade                   | Équipe           | Score | Équipe           |
| ---------- | ----------------------- | ---------------- | ----- | ---------------- |
| 8 novembre | Recreation Ground, Bath | Bath Rugby       | 32-21 | Cardiff RFC      |
| 8 novembre | Stadium, Toulouse       | Stade toulousain | 51-10 | Harlequins       |
| 9 novembre | Loftus Road, Londres    | Wasps RFC        | 18-25 | CA Brive         |
| 9 novembre | Stade du Hameau, Pau    | Section paloise  | 35-18 | Leicester Tigers |

### Demi-finales
| Date        | Stade                   | Équipe           | Score  | Équipe          |
| ----------- | ----------------------- | ---------------- | ------ | --------------- |
| 20 décembre | Recreation Ground, Bath | Bath Rugby       | 20-14  | Section paloise |
| 21 décembre | Stadium, Toulouse       | Stade toulousain | 22-22* | CA Brive        |

Note : * Après prolongation, Brive est qualifié pour avoir marqué deux essais contre un à Toulouse.

### Finale
| Équipes            | Bath Rugby - CA Brive |
| Score              | 19 - 18 (mt : 6-15) |
| Date               | 31 janvier 1998 |
| Stade              | Parc Lescure à Bordeaux |
| Arbitre            | Jim Fleming Écosse assisté de David McHugh Irlande et de Clayton Thomas Pays de Galles |
| Les équipes        | |
| Bath Rugby         | Titulaires : Dave Hilton, Mark Regan puis Federico Mendez (78e), Victor Ubogu, Nigel Redman, Martin Haag, Nathan Thomas puis Russel Earnshaw (71e), Dan Lyle, Richard Webster, Andy Nicol (cap.), Mike Catt, Adedayo Adebayo, Jeremy Guscott, Phil de Glanville, Ieuan Evans, Jonathan Callard Remplaçants : Federico Mendez, Russel Earnshaw, Ricky Pellow, John Mallett, Richard Butland, Matt Perry, Eric Peters Entraîneurs : Andy Robinson                                                                                         |
| CA Brive           | Titulaires : Didier Casadeï, Laurent Travers, Richard Crespy puis David Laperne, Éric Alégret, Yvan Manhès, Loïc Van der Linden, François Duboisset puis Régis Sonnes (71e), Olivier Magne, Philippe Carbonneau (cap.), Lissandro Arbizu, Sébastien Carrat puis Sébastien Viars (77e), David Venditti, Christophe Lamaison, Jérôme Carrat, Alain Penaud Remplaçants : David Laperne, Régis Sonnes, Sébastien Viars, Olivier Gouaillard, Jean-Charles Vicard, Laurent Arbo, Lionel Mallier Entraîneurs : Laurent Seigne, Pierre Montlaur |
| Points marqués     | |
| Bath Rugby         | 1 essai Jonathan Callard 58e 1 transformation Jonathan Callard 4 pénalités Jonathan Callard 19e, 33e, 66e, 82e |
| CA Brive           | 5 pénalités Christophe Lamaison 2e, 10e, 17e, 30e, 40e 1 drop Alain Penaud 65e |
| Évolution du score | 0-3, 0-6, 3-6, 3-9, 3-12, 6-12, 6-15, mt ; 13-15, 13-18, 16-18, 19-18 |